# Helmut Walter Rüeck

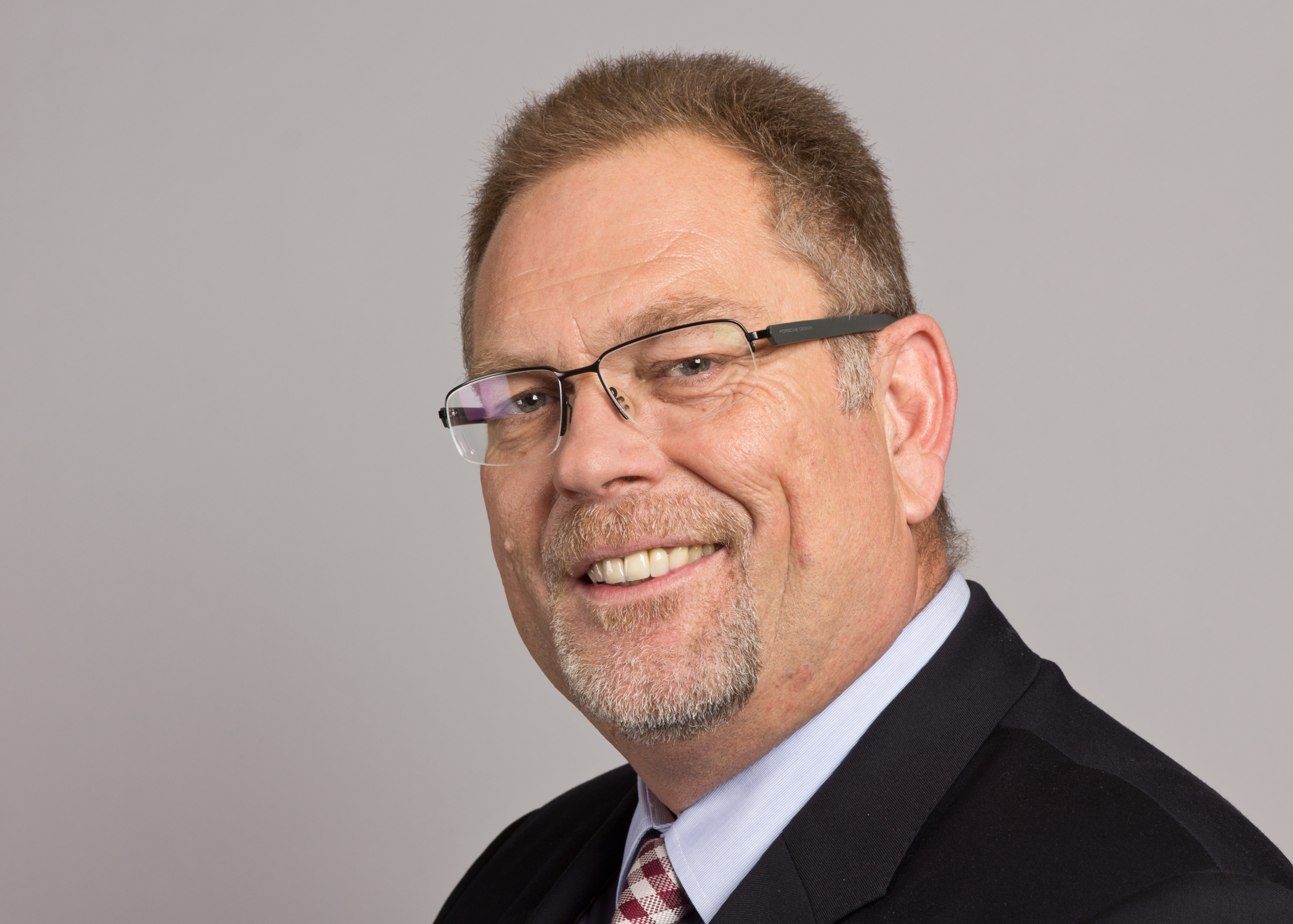
Helmut Walter Rüeck, 2013

Helmut Walter Rüeck (* 21. März 1962 in Crailsheim-Altenmünster) ist ein deutscher Politiker der CDU. Von 2001 bis 2016 war er Mitglied des Landtags von Baden-Württemberg.

## Politische Funktionen
Helmut Walter Rüeck war von 1999 bis 2019 Mitglied des Gemeinderats von Crailsheim, davon zehn Jahre als erster stellvertretender Oberbürgermeister. Von 2004 bis 2009 sowie von 2014 bis 2017 gehörte er als Mitglied dem Kreistag des Landkreises Schwäbisch Hall an.  Er war zudem von 2001 bis 2013 Vorsitzender des CDU-Kreisverbandes Schwäbisch Hall und von 2009 bis 2011 Vorsitzender des CDU-Stadtverbandes Crailsheim. Bei der Landtagswahl in Baden-Württemberg 2001 wurde er erstmals in den Landtag gewählt, dessen Mitglied er bis 2016 war. Er zog stets über ein Direktmandat im Wahlkreis Schwäbisch Hall in den Landtag ein. Dort gehörte er dem Sozialausschuss und dem Ausschuss für den Ländlichen Raum an. Zudem war er Vorsitzender der Enquetekommission Pflege des Landtags von Baden-Württemberg. Während seiner Zeit im Landtag war er außerdem von 2006 bis 2011 Schatzmeister, von 2006 bis 2016 Mitglied des Landtagspräsidiums, von 2006 bis 2016 Mitglied des Geschäftsführenden Vorstandes der CDU-Landtagsfraktion und von 2009 bis 2016 stellvertretender Vorsitzender der CDU-Fraktion im Landtag.
Durch die hohen Verluste der CDU bei der Landtagswahl in Baden-Württemberg 2016 verlor er das Direktmandat an Jutta Niemann von den Grünen und verfehlte den erneuten Einzug in den Landtag.
Rüeck ist seitdem als selbständiger Unternehmensberater mit Sitz in Crailsheim tätig und engagiert sich ehrenamtlich in Sozialprojekten für jugendliche Arbeitslose.